# 나카마키촌
나카마키촌(中牧村)은 야마나시현 히가시야마나시군에 있던 촌이다. 현재의 야마나시시에 해당한다.

## 역사
- 1875년 2월 - 야마나시군 2개 촌이 합병해 나카마키촌이 성립하였다.
- 1878년 7월 22일 - 군구정촌편직법에 의해 나카마키촌은 히가시야마나시군에 소속되었다.
- 1889년 7월 1일 - 정촌제 시행에 의해 나카마키촌이 단독으로 지자체를 형성하였다.
- 1954년 5월 17일 - 스와정, 니시호촌과 합병해 마키오카정이 성립하여, 동일 나카마키촌은 폐지되었다.

## 참고문헌
- 角川日本地名大辞典 19 山梨県